# Véráldozat
A prekolumbián (Kolumbusz előtti) Közép-Amerikában és Dél-Amerika inka területén a vér- (ezen belül az ember-) áldozat általános vallási rítus volt. Az inkák és az aztékok külön szertartásokon áldoztak embereket a templomban vagy egy hegytetőn, a maják pedig csak alkalmilag, szent kutakba fojtottak embereket. Az emberáldozat főleg ünnepeken volt szokás, rendszeresen az egész évben. Az inkák csak súlyos válságok idején vagy különleges eseményekre áldoztak embert, az aztékok viszont vallásuk szerves részeként, rutinszerűen. Az áldozat lehetett férfi, nő, gyerek; olykor állat is. Az inkák a nőket általában rituálisan megfojtották, a maják néha vízbe ölték az áldozatot, az aztékok pedig obszidián áldozókéssel vágták ki a szívét.

## Aztékok
Az ősi mexikóiak földművelési ünnepeiken embereket nyúztak meg elevenen, hogy vérével táplálják a földet és biztosítsák a bőséges kukoricatermést. A legtöbb áldozatot a Nap, az eső és a föld isteneinek mutatták be. Az emberáldozat tette lehetővé, hogy kapcsolatba kerüljenek az istenekkel, akiket táplálni kellett, hogy fenntartsák a kozmikus rendet. Hitük szerint az istenek saját vérüket áldozták, hogy mozgásra bírják a Napot és a Holdat, ezért az embereknek is követniük kell az ő példájukat. Az aztékok és Mexikó egyéb népei (toltékok, itzák) szemében az emberáldozat szent kötelesség volt. Az aztékoknál a Napot, Huitzilopochtlit rendszeresen kellett táplálni bátor foglyok szívével és vérével, különben hajnalban nem tudott volna feljönni, hogy fénnyel árassza el az aztékok földjét.
Egy ősi eredetmondájuk szerint vér hiányában kezdetben a Nap (és a Hold) sem tudott megmozdulni az égen, és csak azután kezdhette meg életadó útját az égbolton, miután az ősistenek sorra feláldozták magukat értük: vérüket adták, így tehát haláluk lehelt életet a Napba. Ettől kezdve a Napnak állandóan vérre volt szüksége, és innen már egyenes út vezetett a véráldozatokhoz. Úgy vélték, hogy mivel az istenek feláldozták magukat a Nap és a Hold életre keltéséhez, az embereknek is követniük kell az ő példájukat. A Napot, Vitzilopocstli rendszeresen kellett táplálni bátor foglyok szívével és vérével, különben hajnalonta nem tudott volna feljönni, hogy fényével elárassza a földet.
Nem múlhatott el egyetlen nap sem anélkül, hogy a birodalom monumentális templomaiban, vagy kisebb szentélyeiben (pl. a szent barlangokban) ne tartottak volna ritmikus zenével és eksztatikus tánccal kísért szertartásokat isteneik tiszteletére. Ilyenkor lényegében az istenek vélt szükségleteit, kívánságait elégítették ki. A természet különböző erőit megtestesítő isteneknek az aztékok szerint elsősorban vérre volt szükségük. Legtöbbször persze megfelelt az állatok vére is (a felkelő Napnak például minden hajnalban madarak százait áldozták fel a nagyobb templomokban), ám jelentősebb alkalmakkor az embereknek is meg kellett hozniuk a maguk áldozatait, ahogyan azt az őskezdet idején maguk az istenek is megtették.
Az áldozatot az áldozati oltárra feszítették, ahol négy pap leszorította a karját és a lábát, az ötödik pedig obszidián áldozókéssel felhasította mellkasát, és kitépte a még dobogó szívet. A holttestet ledobták a templom lépcsőjén, majd felszedték, és egy részét, így a combját, jutalomként adták a foglyul ejtőjének. Az aztékok egyes vallási szertartásaikon embert ettek. Ennek szigorú szabályai voltak, így például csak az ellenséges fogoly karját és a lábát volt szabad fogyasztani. Az áldozatok fejét pedig kitűzték a koponyaoltárra (chompantli), így a koponyákból valóságos falat raktak a templomokon kívül.
A foglyok tömeges feláldozása mellett maguk az aztékok is sok vért adtak isteneiknek. Szokás volt az öncsonkítás, a fül, a nyelv megsebzése. Az azték harcosoknak tekintélyt adott a fájdalomtűrés, ami egyfajta közösségi elvárás volt: a bátorság, az erő jele. A legbuzgóbb öncsonkítók a papok voltak, de az uralkodóknak is véráldozattal kellett bizonyítaniuk rátermettségüket. A véráldozat nemcsak az önfeláldozás jele volt: egyszerre biztosította a világ körforgásának fenntartását és engesztelte az isteneket.

## Inkák
A régi peruiak egyik rituáléjához élve megnyúzták az áldozatot. Mivel az inka a Napisten fia és képviselője volt, érte is számos embert áldoztak fel. Ha új inka lépett a trónra, kétszáz 10–15 év közötti fiút és leányt öltek meg az áldozati oltáron. Kitépték a szívüket vagy megfojtották őket, átvágták a torkukat, és vérükkel bemázolták az istenek képmásait. Ha meghalt a király, a szerencsétlenségek elkerülésére újabb embereket áldoztak fel, miként sok embert áldoztak fel Inti napistennek és Virakocsa teremtőistennek is.

## Maják
A maják többféleképpen is áldoztak Chac esőistennek – egyebek közt gyerekeket, szüzeket fojtottak kútba.